# Зубов, Владимир Николаевич (генерал)
Владимир Николаевич Зубов (1837—1912) — русский военный деятель и педагог, генерал от инфантерии (1911).

## Биография
Сын Николая Николаевича Зубова (1792—1843) от брака с Павлой Васильевной Одинцовой (1814—1876). В службу вступил в 1855 году. В 1860 году  после окончания после окончания Первого кадетского корпуса произведён в  подпоручики.  В 1862 году произведён в поручики. В 1863 году произведён в штабс-капитаны.
В 1865 году после окончания Николаевской академии Генерального штаба по 1-му разряду переименован в штабс-капитаны ГШ с назначением старшим адъютантом штаба 1-й гвардейской кавалерийской дивизии. С 1866 года штаб-офицер для поручений при штабе войск гвардии и Петербургского военного округа.
С 1867 года воспитатель Его Императорского Высочества светлейшего князя Сергея герцога Лейхтенбергского. В 1868 году произведён в капитаны ГШ и в подполковники ГШ. В 1869 году произведён в полковники ГШ.
С 1878 года состоял при Его Императорском Высочестве светлейшем князе Георгии герцоге Лейхтенбергском. 
В 1879 году произведён в генерал-майоры. В 1889 году произведён в генерал-лейтенанты. В 1911 году произведён в генералы от инфантерии. Умер от разрыва сердца, похоронен на кладбище Новодевичьего монастыря в Петербурге.

## Награды
Награды
- Орден Святого Станислава 2-й степени  (1867)
- Орден Святой Анны 2-й степени  (1871)
- Орден Святого Владимира 4-й степени  (1873)
- Орден Святого Владимира 3-й степени (1876)
- Орден Святого Станислава 1-й степени  (1883)
- Орден Святой Анны 1-й степени (1888)
- Орден Святого Владимира 2-й степени  (1893)
- Орден Белого орла  (1900)
- Орден Святого Александра Невского  (1905)